# Palisander
Palisander er handelsnavnet for forskellige arter af træer af slægten af Dalbergia i underfamilie af Ærteblomst-familien. Palisander er hårdt, rødligt træ med mørke årer som bruges blandt andet til møbler og musikinstrumenter.

## Navne
Palisander er udsat for en del forvirring mht. navnet. Palisander hedder således på engelsk rosewood, men på tysk er Rosenholz kun betegnelsen for én art palisander. På portugisisk benævnes træet jacarandá. 

## Arter
- Rio-Palisander (Dalbergia nigra) betegnes Brazilian rosewood i det engelske sprogområde. Siden 1968 har eksport af stammer fra Brasilien været forbudt. I 1992 kom træet på listen over beskyttede arter og i 1998 på listen over meget truede arter (CITES, bilag 2). Indtil var det meget værdsat til kostbare møbler og musikinstrumenter. Efter CITES-beskyttelsen er træet blevet praktisk taget værdiløst, da det ikke kan forhandles uden certifikater.
- Ostindisk palisander (Dalbergia latifolia) kendes også under betegnelsen Bombay blackwood og East Indian rosewood er vidt udbredt og højt værdsat. Det stammer fra Indien.
- Sonokeling (Dalbergia latifolia) stammer lige som førnævnte fra Indien, hvor træet dog på grund af den voldsomme hugst er blevet sjældent. Siden 1850 dyrkes det i plantager anlagt af hollænderne i Indonesien. Træet udviser et mere broget farvespil end ostindisk palisander.
- Sheesham (Dalbergia sissoo) stammer ligeledes oprindeligt fra Indien, hvor det kendes under navnene Sissoo eller Thali. I dag bliver dette træ især dyrket i store plantager i Pakistan og Bangladesh. Træet vokser hurtigt (det kan fældes efter 20–30 år) og efterspørgslen er stor. Mange møbler består kun delvist af det gode, mørke kerneved, i stedet anvendes indfarvet splinttræ.
- Santos-Palisander (Machaerium spp.) er ikke en ægte art palisander, men sælges ofte som sådan af træhandlere. Træet hører også til ærteblomst-familien.
- Honduras-Palisander (Dalbergia stevensonii) vokser i Mellemamerika og opnår en stor stammediameter. Veddet har en usædvanlig rosa farve.

## Anvendelse
Træet, der på grund af sit høje indhold af olier er overordentligt holdbart, anvendes gerne som finer til møbler og til knivskafter. Det er tungt og kan modtage en fin politur. Det kan også anvendes til musikinstrumenter som blokfløjter, guitarer og xylofoner.